# David Stirling
David Stirling (Lecropt, Perthshire, 15 de novembro de 1915 — 4 de novembro de 1990) foi um militar britânico, fundador do Special Air Service (SAS), o grupo de forças especiais do exército britânico.

## Vida
Seu nome completo era Archibald David Stirling, nasceu na casa de família dos Stirling, em Kier House, aos arredores de Doune, uma vila do condado de Perthshire. Seu pai era o general de brigada Archibald Stirling of Kier, o seu avô materno Simon Fraser, 13º lord Lovat. Estudou no Ampleforth College e no Trinity College de Cambridge.
Era uma figura alta e atlética, estava se preparando para escalar o Monte Everest quando estourou a Segunda Guerra Mundial. Alistou-se nos Guardas escoceses em 1939 e em 1940 entrou como voluntário no oitavo Comandos britânicos, sob as ordens do tenente-coronel Robert Laycock, que formava parte da Força Z (mais tarde mudaria o nome para Layforce). Depois da decepção desta empreitada bélica, Stirling percebeu que, devido à mecanização da guerra, um grupo reduzido de soldados bem treinados poderiam infligir ao inimigo maior dano que um batalhão inteiro. Com essa ideia ele acabaria criando a primeira Força Especial Moderna.
Logo depois de sofrer um acidente de paraquedas, ficou temporariamente recuperando-se, foi ai que aproveitou para visitar no Cairo o comandante-em-chefe general Claude Auchinleck. Com o apoio do também general Neil Ritchie, Stirling insistiu com Auchinleck, e o persuadiu. Logo conseguiu o que queria, recebeu sua unidade com comando independente, com o evasivo nome de "L Detachment, Special Air Service Brigade", a ideia era dar a falsa impressão de que existia uma brigada de commandos paraquedistas operando no norte da África.
O General Auchinleck desde o começo não tinha fé nas ideias de Stirling, por várias vezes mandou pessoas para observar o que ele e os soldados faziam. De fato muitas coisas esquisitas aconteceram, em um estranho episódio Stirling obrigou, por falta de equipamento, os soldados a pular com equipamento completo de um jipe em movimento para treinar paraquedismo. Essas informações só faziam convencer o General Auchinleck de que Stirling estava perdendo o tempo.
O primeiro assalto realizado pela SAS com paraquedistas sobre Gazala e Tmimi em 16 e em 17 de novembro de 1941, foram um completo desastre, dos 66 soldados só 30 voltaram. Em consequência disso o "Destacamento L" foi posto debaixo das ordens do 8 Commando. Mesmo com tudo isso (impressionantemente) a SAS gozava de moral alto, principalmente com a chegada das boinas (inicialmente brancas depois beges) com o símbolo e o lema da unidade (uma espada com asas, com uma faixa em baixo, escrito: “quem ousa vence"). Apesar da reprovação de sua incursão inicial, Stirling seguia decidido, e com o apoio de brigadas de transporte, empreendeu a estratégia de pequenas incursões noturnas, mais seguras e mais efetivas, com que passou a ter ótima produtividade nos desertos do norte africano. Após uma melhor aprendizagem, em Dezembro de 1941, 12 elementos realizaram a segunda operação destruindo 24 aviões, numa operação noturna usando quatro jipes equipados com metralhadoras. Em quinze meses a SAS, de novo como comando independente e ao mando do tenente David Stirling, inutilizaram 250 aviões da Força Aérea Alemã, dúzias de caminhões de abastecimento, de estradas, de trens e centenas de veículos.
Stirling foi preso pelo exército alemão em janeiro de 1943, no sul de Tunísia. Tentou escapar quatro vezes antes que o enviassem ao castelo Colditz, onde permaneceu o resto da guerra até a rendição alemã. Em 1945 fundou uma associação de ex-combatentes das SAS, da qual foi o primeiro presidente. Em 1990 foi condecorado cavaleiro pela Rainha e morreu no mesmo ano.